# Rosalba peraffinis
Rosalba peraffinis là một loài bọ cánh cứng trong họ Cerambycidae.